# Андреа Гейрстон
Андреа Гейрстон (англ. Andrea Hairston, нар. 1952) — афроамериканська драматургиня та прозаторка, авторка творів наукової фантастики та фентезі. Її роман «Редвуд і лісова пожежа» отримав премію Джеймса Тіптрі-молодшого за 2011 рік. «Розумовий пейзаж», перший роман Гейрстон, отримав премію Карла Брендона «Параллакс» і потрапив до короткого списку премій Філіпа К. Діка та премії Джеймса Тіптрі-молодшого. Гейрстон була однією з почесних гостей конвенції наукової фантастики у Вісконі у травні 2012 року.
Вона є художньою керівницею театру «Chrysalis» і більше десяти років створює оригінальні постановки з музикою, танцями та масками. Гейрстон також є професоркою театру та афроамериканських студій Луїзи Вольф Кан у Сміт-коледжі 1931 року. Вона викладає драматургію, африканську, афроамериканську та карибську театральну літературу. Її п'єси були поставлені в Yale Rep, Rites and Reason, Kennedy Center, StageWest, а також на громадському радіо та телебаченні. Крім того, Хейрстон перекладав п'єси Міхаеля Енде та Каці Целан з німецької на англійську.
Гейрстон народилася та виросла в Піттсбурзі, штат Пенсільванія, де, будучи підлітком, займалася громадською організацією профспілок, громадянських прав і антивоєнної діяльності.

## Творчість

### Романи
- Mindscape (Aqueduct Press, 2006)[10]
- Redwood and Wildfire (Aqueduct Press, лютий 2011)[10]
- Will Do Magic for Small Change (Aqueduct Press, 2016)[10]
- Майстер отрут (Tor Books, 2020)[10][11]

### Коротка художня проза
- «Griots of the Galaxy» у Hopkinson, N. and Uppinder, M., eds. , So Long Been Dreaming: Postcolonial Visions of the Future, Arsenal Pulp Press, 2004 [10][12]
- "Уривок із Mindscape «, у Thomas, SR, ed. , Dark Matter: Reading The Bones: Speculative Fiction from the African Diaspora, Grand Central Publishing, 2004.[10][13]
- „Saltwater Road“ у Lightspeed, випуск 62, липень 2015[10]
- „Німий дім“ у Шал, Н., вид. , New Suns: Original Speculative Fiction by People of Color, Rebellion Publishing, 2019[10][14].

### Статті та нариси
- „Я хочу бути великим!“: Як врятувати дух у пустелі слави» в Donkin, E. and Clement, S., ed. , Upstaging Big Daddy: Directing Theatre as if Gender and Race Matter, University of Michigan Press, 1993.[10][15]
- «Водіння містера Ленні: Нотатки про расу та стать як транспорт до іншої реальності, іншого виміру» в The International Review of Science Fiction, 2004[10][16]
- «Октавія Батлер — похвальна пісня пророчому художнику» в Larbalestier, J., ed. , Дочки Землі: Феміністська наукова фантастика у ХХ столітті, Wesleyan University Press, 2006[10][17]
- «Кінг-Конг» у Duchamp, LT, ed. , The WisCon Chronicles, Vol. 1, Aqueduct Press, 2007[10]
- «Подвійна свідомість» у Barr, M., ed. , Afro-Future Females: Black Writers Chart Science Fiction's Newest New Wave Trajectory, Ohio State University Press, 2008[18][10]
- «Lord of the Monsters—Minstrelsy Redux: King Kong, Hip Hop, and the Brutal Black Buck» у Journal of the Fantastic in the Arts[10]
- "Romance of the Robot: From RUR & Metropolis to WALL-E " у Kelso, S., ed. , The WisCon Chronicles, Vol. 4, Aqueduct Press, 2010.[10]
- "Історії важливіші за факти: уява як опір у " Лабіринті Пана « Гільєрмо дель Торо» у Дюшана, LT, ред. , Сила розповіді: зустрічі, святкування, боротьба, Aqueduct Press, 2010.[10]
- «Єретичний зв'язок: вдячний погляд на симбіотичну планету Лінн Маргуліс» у Cascadia Subduction Zone, Vol. 1. , № 4, жовтень 2011.[10][19]
- "Різні та рівні разом: фантастична сатира в районі 9 " у Journal of the Fantastic in the Arts, Vol. 22, № 3, 2011.[10][20]
- «Промова почесного гостя 2012» у Vanderhooft, J., ed. , The WisCon Chronicles, том 7. , Aqueduct Press, 2013.[10][21]
- «Зникаючі тубільці: колонізоване тіло жахливе» в Extrapolation, Vol. 54, № 3, 2013.[10][22]
- «Desmantling the Echo Chamber: On Africa SF» в Los Angeles Review of Books, 16 січня 2014 р.[10][23]
- «Танці привидів на кінотеатрах: Пумзі та старші за Америку» в Extrapolation, Vol. 57, № 1-2, 2016.[10]
- «Що робить мистецтво: „Коли світ раниться“ Кіні Ібура Салам» у Los Angeles Review of Books, 25 березня 2017 р.[10][24]
- «Наш час: Жінки Ваканди», Los Angeles Times, 8 вересня 2018 р.[10][25]

### П'єси
- На дисплеї — Не чіпай (1977)[10]
- Ознаки життя (1987)[26]
- Чорношкірий набір для виживання (1988—1989)[10]
- Ще не пізно (1994), з Паном Моріганом[26]
- Танці з хаосом (1995)[26]
- Strange Attractors (1996, 1997)[26]
- Самотній зоряний пил (1998)[26]
- Колібрі летить назад (2000)[26]
- Ремонт душі (2002)[26]
- Архангели фанка (2003—2005)[26]
- Розсилки (2008—2009)[26]
- Thunderbird at the Next World Theatre (2014)[10][27][28]

### Збірки
- Неполітично! з Ноткіним Д., Aqueduct Press, 2012[10][29]
- Lonely Stardust: Two Plays, a Speech, and Eight Essays, Aqueduct Press, 2014[10][30]

## Премії
- 2011 Меморіальна премія Джеймса Тіптрі-молодшого за секвою та лісову пожежу[4][31]
- Премія міжнародної асоціації фантастики в мистецтві «Відмінна стипендія» за видатний внесок у науку та критику фантастичного, 2011
- 2006 Премія Карла Брендона Паралакс за Mindscape, 2010
- Launch Pad—науковий співробітник Writer's Workshop, що фінансується НАСА, серпень 2008 р.
- Почесний гість Конгресу наукової фантастики Diversicon, Міннеаполіс, Міннесота, серпень 2007 р.
- Фіналіст Меморіальної премії імені Джеймса Тіптрі-молодшого за Mindscape, 2006
- Фіналіст Меморіальної премії імені Філіпа К. Діка за Mindscape, 2007
- Grant Older Writers Grant, Speculative Literature Foundation for Exploding in Slow Motion, уривок, 2004[32].
- Грант NEA для драматургів, грант Фонду Форда на співпрацю з сенегальським майстром-барабанщиком Массамба Діопом і стипендія Шуберта для написання драматургії[33].